# Епізоди телесеріалу «Комісар Рекс» (третій сезон)
| №  | Оригінальна назва         | Українська назва        | Дата показу       |
| -- | ------------------------- | ----------------------- | ----------------- |
| 1  | Todesrennen               | Смертельні перегони     | 24 жовтня 1996    |
| 2  | Stadt in Angst            | Місто, охоплене страхом | 31 жовтня 1996    |
| 3  | Tod im Museum             | Смерть у музеї          | 7 листопада 1996  |
| 4  | Mörderische Leidenschaft  | Вбивча пристрасть       | 14 листопада 1996 |
| 5  | Annas Geheimnis           | Таємниця Анни           | 21 листопада 1996 |
| 6  | Der Puppenmörder          | Вбивця-лялькар          | 28 листопада 1996 |
| 7  | Unter Hypnose             | Під гіпнозом            | 5 грудня 1996     |
| 8  | Jagd nach einer Toten     | У пошуках убитої        | 12 грудня 1996    |
| 9  | Warum starb Romeo         | Чому помер Ромео?       | 19 грудня 1996    |
| 10 | Ein Engel auf vier Pfoten | Янгол на чотирьох лапах | 26 грудня 1996    |
| 11 | Mord à la carte           | Смерть на замовлення    | 2 січня 1997      |
| 12 | Blutrote Rosen            | Криваві троянди         | 9 січня 1997      |

## Смертельні перегони
Мозер і Рекс займаються розслідуванням вбивства молодого гонщика. У відділі, як і раніше шукають заміну Штокінгеру. Тим часом, у Мозера двоє підозрюваних: подружка убитого і новий гонщик, Крістіан Шу.

## Місто, охоплене страхом
На ковзанці молода дівчина під час сварки з братом падає і вмирає. Поряд з її тілом знаходять напівпорожню банку содової. В іншому місці чоловік, дружина якого чекає першої дитини, купує собі содову, а потім також падає і вмирає. Мозер підозрює, що хтось хоче вивести з гри компанію з виробництва газованих напоїв, але показів свідків у нього немає.

## Смерть у музеї
Мозер і Рекс розслідують смерть людини, і Рексу доводиться працювати під прикриттям, ставши на час музейним експонатом. Мозер виявляє, що в цю справу можуть бути залучений фотограф і один з експонатів.

## Вбивча пристрасть
Діана Маркус, засуджена за вбивство, використовує чоловіка на ім'я Бергманн, щоб втекти з в'язниці. Бергманн вів з нею переписку, поки вона була в ув'язненні, і вважає себе її коханим. Мозер вистежує їх, але Рекс повинен випередити Мозера і переконатися, що більше смертей не буде.

## Таємниця Анни
Мозер і Рекс змушені бути присутнім на похороні, щоб запобігти знищенню доказів вбивства. Після того, як тіло Анни було знайдено, аналіз крові показав, що її смерть не була випадковою. Тим часом, Бек намагається зупинити кремацію тіла, наклавши на це судову заборону.

## Вбивця-лялькар
Мартін Вульф, власник магазина іграшок, здається цілком звичайною людиною. Але насправді Вульф приховує жахливу таємницю - він вбиває жінок і робить з них ляльок. Якось раз, на місці злочину його випадково помічає маленька дівчинка. Чи стане вона наступною жертвою або Рексу вдасться її врятувати?

## У пошуках убитої
Каріна Санднер втрачає свідомість на дорозі. Її доставляють в лікарню, де вона і вмирає від серцевого нападу. На наступний ранок з'ясовується, що тіло зникло з моргу.

## Чому помер Ромео?
Театральна постановка "Ромео і Джульєтти" опиняється на межі зриву, коли одна з колон на сцені падає і вбиває бідного Ромео. Мозер і Рекс починають розслідування, але воно ускладнюється тим, що ніхто з акторів не погоджується розповісти, як усе було насправді.

## Янгол на чотирьох лапах
Настає Різдво, і відділок готується до святкової вечірки. На ковзанці Маркус каже своєму батькові, що найкращий подарунок на Різдво - це вся родина разом. Коли батько йде, Маркус міняється місцями з Томмі, щоб відвідати маму. За відсутності Маркуса Томмі викрадають помилково. Ситуація погіршується, коли викрадачі усвідомлюють свою помилку і вистежують Маркуса. Замість одного зниклої дитини Мозеру належить знайти Томмі й Маркуса.

## Смерть на замовлення
Власник ресторану помирає, випивши за вечерею надзвичайно дорогого вина. Підозра падає на кухаря, Міка Конрада, після того як Мозер виявляє, що у його дружини був зв'язок із загиблим.

## Криваві троянди
Молоду подружню пару знаходять застреленою. Вбивці вистежують професора Дорнера, що займається розробкою нових ліків, і беруть його сім'ю в заручники. Тим часом, Мозер виявив, що вбиті молодята були співробітниками професора і піддавалися переслідуванню.